# Архитектурный стиль Рази
Архитектурный стиль Рази (перс. شیوه معماری رازی‎) — стиль персидской архитектуры.
Словарь традиционной иранской архитектуры определяет стиль Рази как: «Стиль архитектуры начиная с XI века, до монгольского завоевания, который включает методы и приёмы строительства Саманидов, Газневидов и Сельджуков».
Стиль Рази является четвёртым стилем в иранской архитектуре. Он в наилучшем виде перенял положительные особенности предыдущих стилей. В стиле Рази собрались воедино пышное великолепие персидского, величие парфянского и утончённость хорасанского стилей.
Следующий, пятый стиль персидской архитектуры был азери.

## История
Этот стиль зародился на северо-востоке Ирана, но получил наибольшее распространение в г. Рее и поэтому был назван Рази. Впервые архитектурный стиль Рази появился во время правления династии Зияридов. При династии Хорезмшахов пришёл в упадок. Таким образом, стиль Рази процветал в Иране на протяжении около 300 лет.
Архитектурный стиль Рази появился в г. Рее, на юге современного Тегерана, и именно здесь были построены лучшие здания в этом стиле. Район Рей или, в ином произношении Раз, по существующим историческим сведениям был в то время густонаселённым и развитым. Как отмечается в книге «Семь климатов», в этом районе насчитывалось 6000 школ и медресе, 400 бань, 1700 минаретов и 15 тысяч колодцев. Некоторые авторы оценивают численность населения тогдашнего Рея в полмиллиона человек. Этот процветающий город был разграблен и разрушен в 1219 году войском Чингисхана, большая часть его культурно-цивилизационного достояния уничтожена. С разрушением города, прославившегося как «Жемчужина мира», этот район так и не сумел впоследствии возродиться в полной мере и обрести прежнюю славу.
Историко-литературные источники[какие?] свидетельствуют, что Газневиды и последующие правители Ирана уделяли большое внимание архитектуре. В этот период в стране построено много великолепных сооружений. Некоторые историки[кто?] упоминают о мечети в Газни, которая благодаря своему великолепию прославилась как «Невеста небес». В те времена иранские цари демонстрировали величие своей власти за счёт великолепных и грандиозных дворцов. История гласит, что строительство каждого такого дворца занимало 4 года, и только на стройматериалы тратилось около 7 млн. дирхемов.

## Архитектура

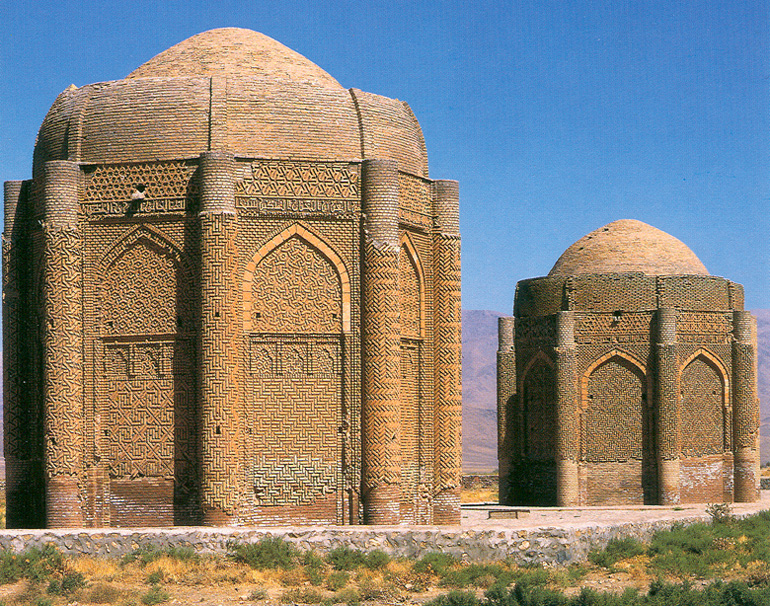
Башни Харакан (1067—1093 годы) у Казвина

В стиле Рази строили здания самого различного предназначения, в том числе мечети, башенные гробницы, минареты.
Башенные гробницы или склепы представляли собой высокие и узкие сооружения многогранной или цилиндрической формы. Некоторые гробницы возводились из простого кирпича, в других внешняя сторона стен украшалась.
В архитектурном стиле Рази некоторые мечети с колончатыми молельнями были переделаны в мечети с четырьмя айванами (или верандами). При этом колонны вблизи михраба и посреди мечети убирались, а вокруг мечети устраивались четыре айвана. Свод представлял собой единый купол. Первым примером такой переделки стала мечеть Завваре, построенная в 1135 году мастером Махмудом Исфагани. Старая мечеть находится теперь в подземной и северной части новой мечети. Потолок молельни сделан высоким и поддерживается куполом. Стены мечети покрыты великолепными лепными украшениями.
Купола в большинстве своём двухслойные, местами целостные, местами сложены из кусков[чего?]. Во внешнем покрытии куполов использованы большие и малые куски кирпича. Фасады мечетей покрытыми кораническими надписями куфическим письмом. В стиле Рази также использовались надписи с так называемым ломаным письмом, которые в кирпично-керамическом сочетании придавали фасаду небывалое великолепие. При этом небольшие куски керамики были обставлены кусочками кирпича.
Другой особенностью этого архитектурного стиля является использование лепных украшений, таких как Шир-Шукри, Барджасте, Зобре и Бархаште. В этих гипсовых украшениях как правило преобладают растительные узоры из переплетающихся цветов. Ими покрывали внутреннюю поверхность стен и куполов.
В этот же период получило распространение искусство резьбы на гипсе. Гипсовые узоры раскрашивались в разные цвета и прикреплялись к стенам и своду. Зачастую они перемежались с керамическими узорами, придавая внутреннему помещению неподражаемую красоту.
Этот период отличался применением лепных и керамических украшений. По свидетельству историка Атеби, окраска этих сооружений превращала их в «цветущий весной сад» и некоторые кирпичные стены настолько плотно украшались гипсовыми узорами, что становились похожи на красочную парчу.
Другая особенность архитектуры того времени — двухслойные купола. Некоторые европейские исследователи, в том числе Мунро де Вильяр, считает, что двухслойные купола появились в Центральной Азии, однако не следует забывать, что в среднеазиатской архитектуре преобладали тяжёлые сооружения, тогда как в Иране больше использовался обожжённый кирпич.
Так или иначе, в архитектурном стиле Рази двухслойные купола строились с особой тщательностью. Двухслойными эти сооружения называются ввиду того, что внешняя и внутренняя форма купола резко отличались. Внутри это была полусфера, на внешней стороне — эллипс с заострённым концом.

## Примеры
Ярким примером этой архитектуры является Соборная мечеть Исфахана, которую известный исследователь Шрёдер считает великолепным образом архитектурной мощи, математических расчётов, продуманной механики, одним словом, уникальным и безупречным сооружением.
Примеры стиля Рази: Башни Харакан, Мечеть Джами в Исфахане.

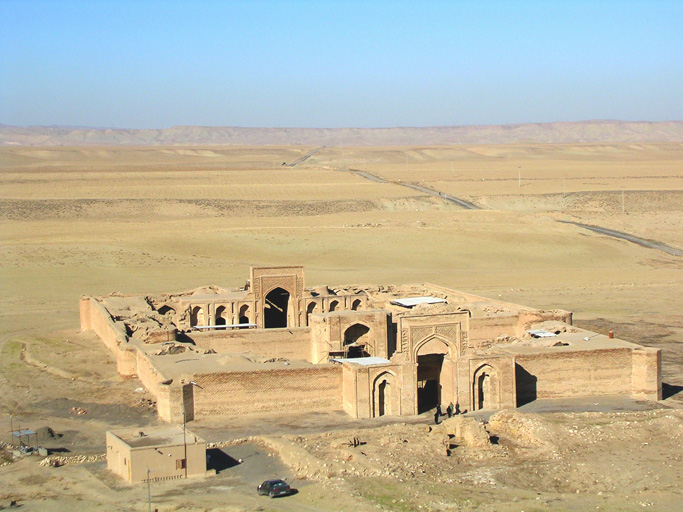
Робат-э-Шараф возле Сараха (Иран)
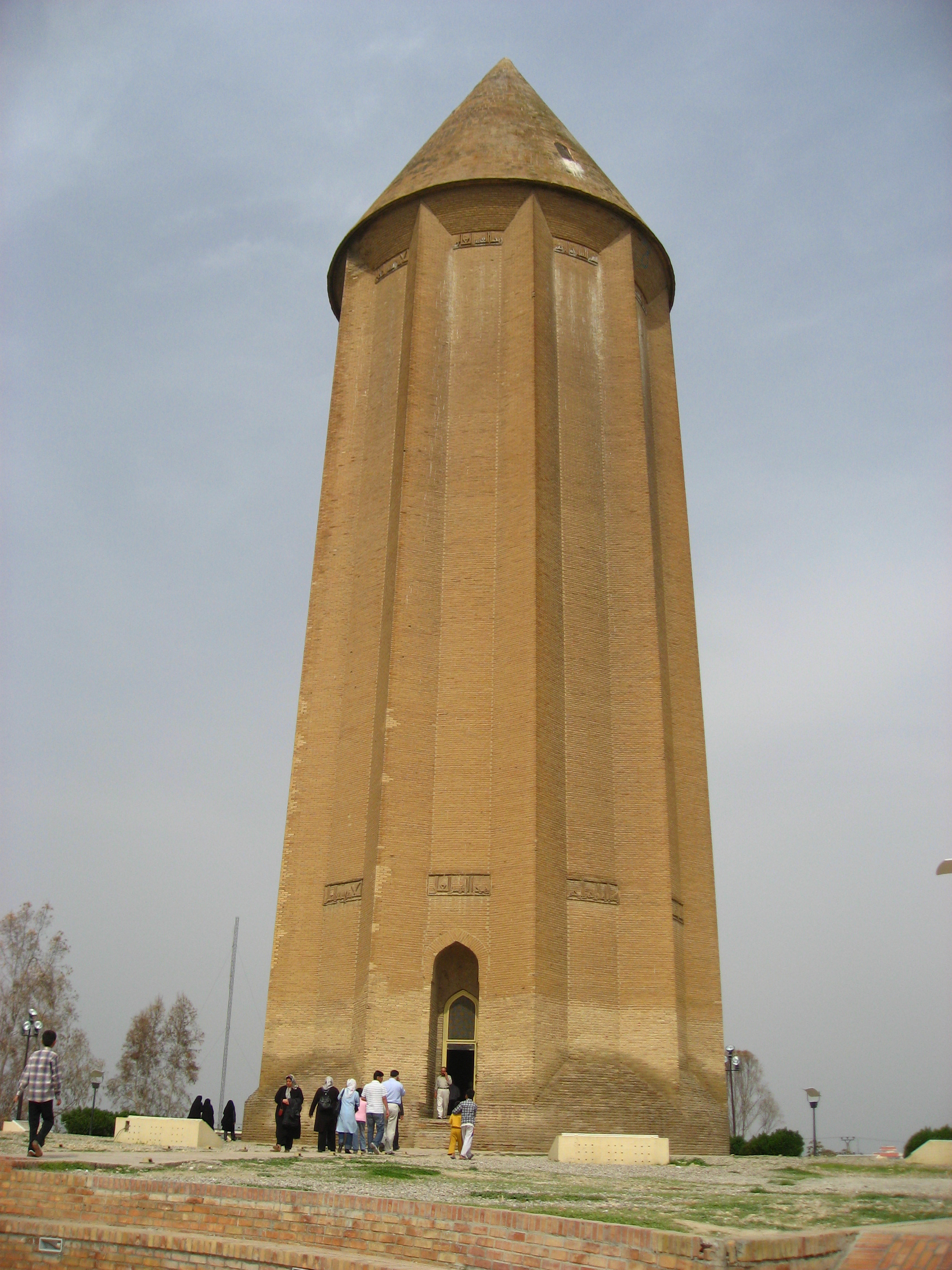
Башня Гомбеде-Кавус
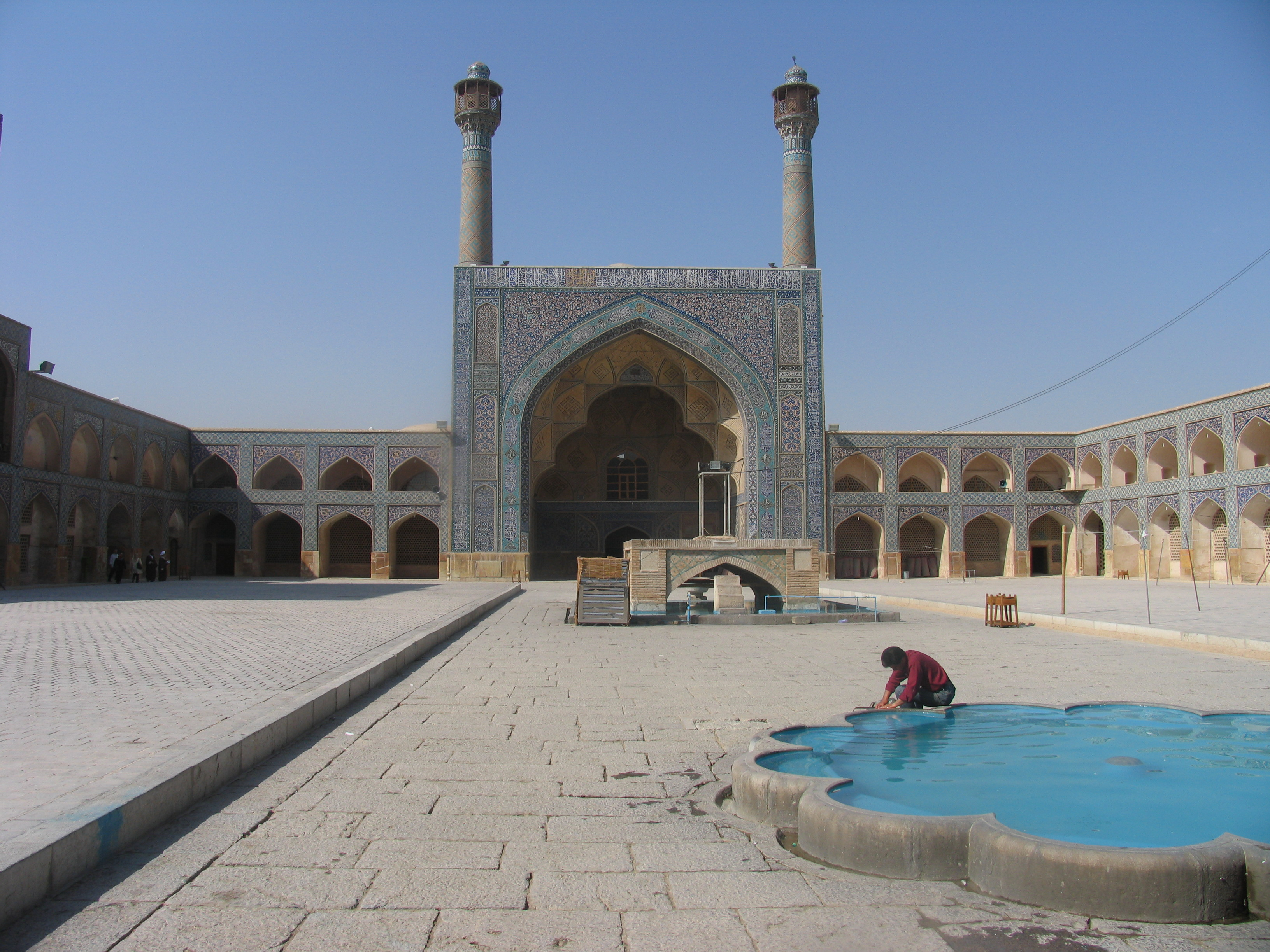
Мечеть Джами в Исфахане
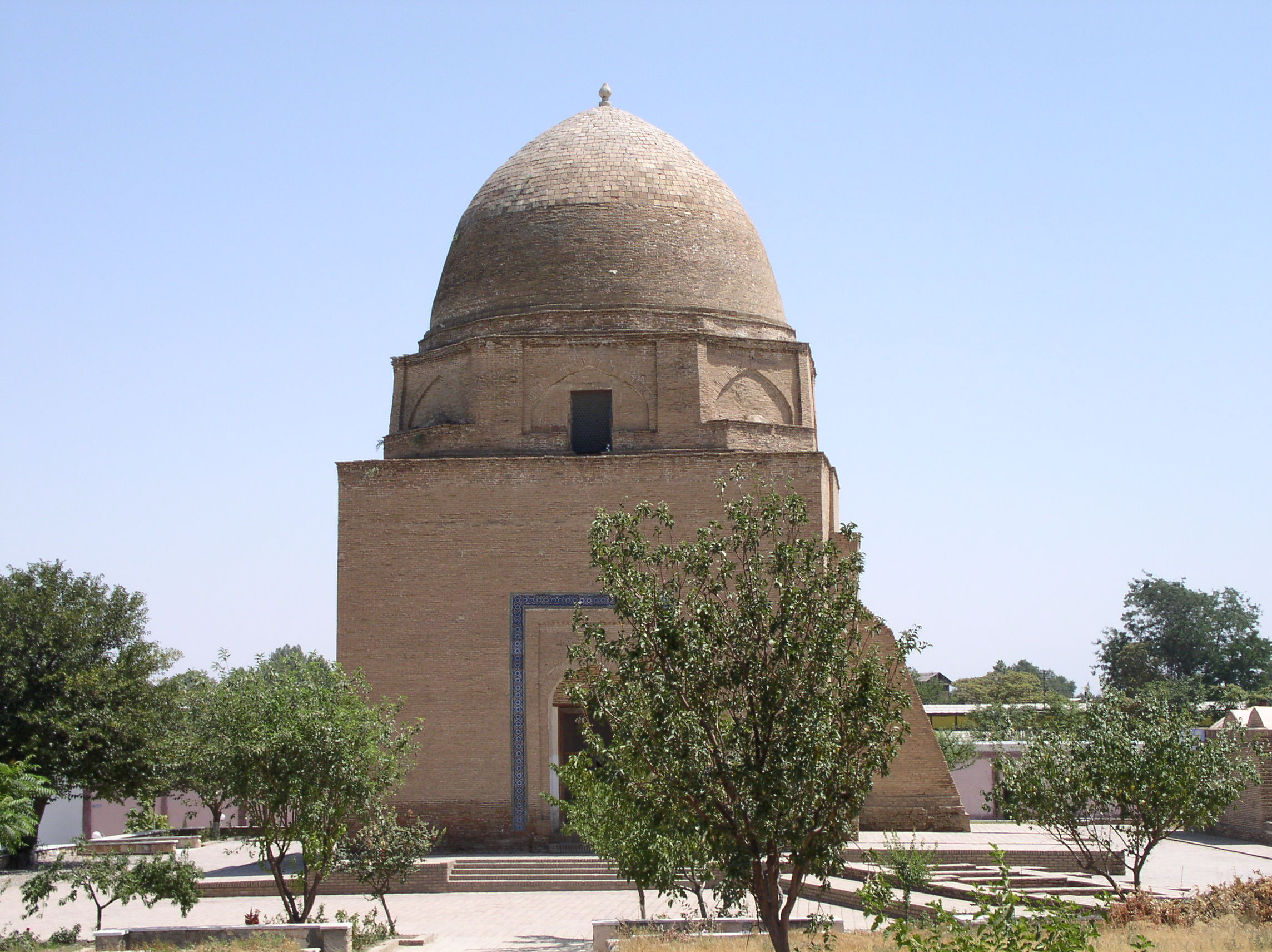
Мавзолей Рухабад в Самарканде